# Larry Niven
Laurence van Cott Niven (* 30. dubna 1938, Los Angeles, Kalifornie) je americký autor science fiction. Jeho patrně nejznámějším románem je Prstenec (Ringworld) z roku 1970, oceněný Hugem, Nebulou a Locusem. V roce 1962 získal na univerzitě v Topece bakalářský titul z matematiky. V poslední době píše často společně s jinými autory, například Jerrym Pournellem a Stevenem Barnesem.
Jeho první otištěnou povídkou byla roku 1964 The Coldest Place v magazínu If o místě na odvrácené straně Merkuru. Ironií je, že nedlouho před jejím otištěním se ukázalo, že tato planeta žádnou trvale přivrácenou ani odvrácenou stranu nemá. Už o tři roky později získal prvního Huga za povídku Neutronová hvězda.
Niven také napsal několik scénářů k televizním seriálům, včetně Land of the Lost a animovaného Star Treku. Jedna z jeho povídek, Inconstant Moon, byla adaptována pro seriál Krajní meze (The Outer Limits).
Mnohé jeho příběhy se odehrávají ve „Známém vesmíru“, kde se lidstvo setkalo s více než tuctem mimozemských druhů, včetně Kzintů a Loutkářů. Také celý cyklus Prstencového světa se v tomto vesmíru odehrává.

## Dílo

### Příběhy ze Známého vesmíru
- Svět Ptavvů, KJV, 1996 (World of Ptavvs, 1966)
- A Gift From Earth, 1968
- Neutronová hvězda, Wales, 2001, ISBN 80-86390-15-2 (Neutron Star, 1968)
- All the Myriad Ways, , 1971
- Protektor, (Protector), 1973
- Tales of Known Space: The Universe of Larry Niven, 1975
- The Long ARM of Gil Hamilton, 1976
- Convergent Series, 1979
- The Patchwork Girl, 1980
- Flotila Světů (spoluautor Edward M. Lerner), Baronet, 2009, ISBN 978-80-7384-213-0 (Fleet of Worlds, 2007)
- V zákulisí světů (spoluautor Edward M. Lerner), Baronet 2010, (Juggler of Worlds, 2008)
- Destroyer of Worlds (spoluautor Edward M Lerner), 2009
- Betrayer of Worlds (spoluautor Edward M Lerner), 2010

### Prstencový svět
- Prstenec, ISBN 80-7214-264-X, Baronet, 2000 (Ringworld, 1970)
- Stavitelé prstence, ISBN 80-7214-304-2, Baronet, 2000 (The Ringworld Engineers, 1980)
- Pánové prstence, ISBN 80-7214-355-7, Baronet, 2000 (The Ringworld Throne, 1996)
- Děti prstence, ISBN 80-7214-855-9, Baronet, 2005, (Ringworld's Children, 2004)

### Války s Kzinty
- Války s Kzinty, ISBN 80-86390-16-0, Wales, 2001 (Man-Kzin Wars, 1988)
- Války s Kzinty II, Wales, 2001 (Man-Kzin Wars II, 1989)
- Války s Kzinty III, Wales, 2004 (Man-Kzin Wars III, 1990)
- Války s Kzinty IV, Wales, 2004 (Man-Kzin Wars IV, 1991)
- Man-Kzin Wars V (1992)
- Man-Kzin Wars VI (1994)
- Man-Kzin Wars VII (1995)
- Man Kzin Wars VIII: Choosing Names (1998)
- Man-Kzin Wars IX (2002)
- Man-Kzin Wars X: The Wunder War (2003)
- Man-Kzin Wars XI (2005)
- Man-Kzin Wars XII (2009)

### Kondominium
Spoluautor Jerry Pournelle
- Tříska v božím oku: Džin v lahvi, Classic, 1997, ISBN 80-86139-08-5
- Tříska v božím oku: Přízračný křižník, Classic, 1998, ISBN 80-86139-11-5 (The Mote in God's Eye, 1975)
- Drtící ruka, Banshies, 2004, ISBN 80-86456-19-6 (The Gripping Hand, 1993)

### Dream Park
Spoluautor Steven Barnes
- Dream Park, 1981
- The Barsoom Project, 1989
- Dream Park: The Voodoo Game, 1991

### Heorot
Spoluautoři: Jerry Pournelle a Steven Barnes
- Odkaz Heorotu, Banshies, 2001, ISBN 80-86456-00-5 (The Legacy of Heorot, 1987)
- Draci Heorotu, Banshies, 2002, ISBN 80-86456-06-4 (Beowulf's Children, 1995 také jako The Dragons of Heorot)
- Děti Heorotu, Banshies, 2002, ISBN 80-86456-07-2 (Beowulf's Children, 1995)

### Další romány
- Létající čarodějové (spoluautor David Gerrold), Classic, 2007 (The Flying Sorcerers, 1971)
- Inferno, 1975 — spoluautor Jerry Pournelle
- Children of the State, 1976
- Luciferovo Kladivo (spoluautor Jerry Pournelle), Banshies, 1999 (Lucifer's Hammer, 1977)
- The Magic Goes Away, 1978
- Oath of Fealty, 1981 — spoluautor Jerry Pournelle
- The Flight of the Horse, 1981
- The Descent of Anansi, 1982 — spoluautor Steven Barnes
- Dream Park, 1982
- Footfall, 1985 — spoluautor Jerry Pournelle
- Limits, 1985
- Gift from Earth, 1987
- N-Space, 1990 — spoluautor Tom Clancy
- Fallen Angels, 1991 — spoluautor Jerry Pournelle a Michael F. Flynn
- Achilles' Choice, 1991 — spoluautor Steven Barnes
- Convergent Series, 1991
- Playgrounds of the Mind, 1991
- The Magic May Return, 1993 — spoluautorka Alicia Austinová
- Destiny's Road, 1997
- Saturn's Race, 2000 — spoluautor Steven Barnes
- The Burning City, 2000 — spoluautor Jerry Pournelle
- Scatterbrain, 2004
- Burning Tower, 2005) — spoluautor Jerry Pournelle
- Building Harlequin's Moon, 2005 — spoluautorka Brenda Cooperová

## Ocenění
- 1 cena Nebula:
  - 1970 – román – Prstenec

- 5 cen Hugo:
  - 1967 – povídka – Neutronová hvězda
  - 1971 – román – Prstenec
  - 1972 – povídka – Nestálý měsíc
  - 1975 – povídka – Hledač temných hvězd
  - 1976 – povídka – The Borderland of Sol

- 4 ceny Locus
  - 1970 – román – Prstenec
  - 1980 – sbírka – The Convergent Series
  - 1984 – román – The Integral Trees
  - 2001 – povídka – The Missing Mass
- 1969 Forry Award